# Terror negro no Reno

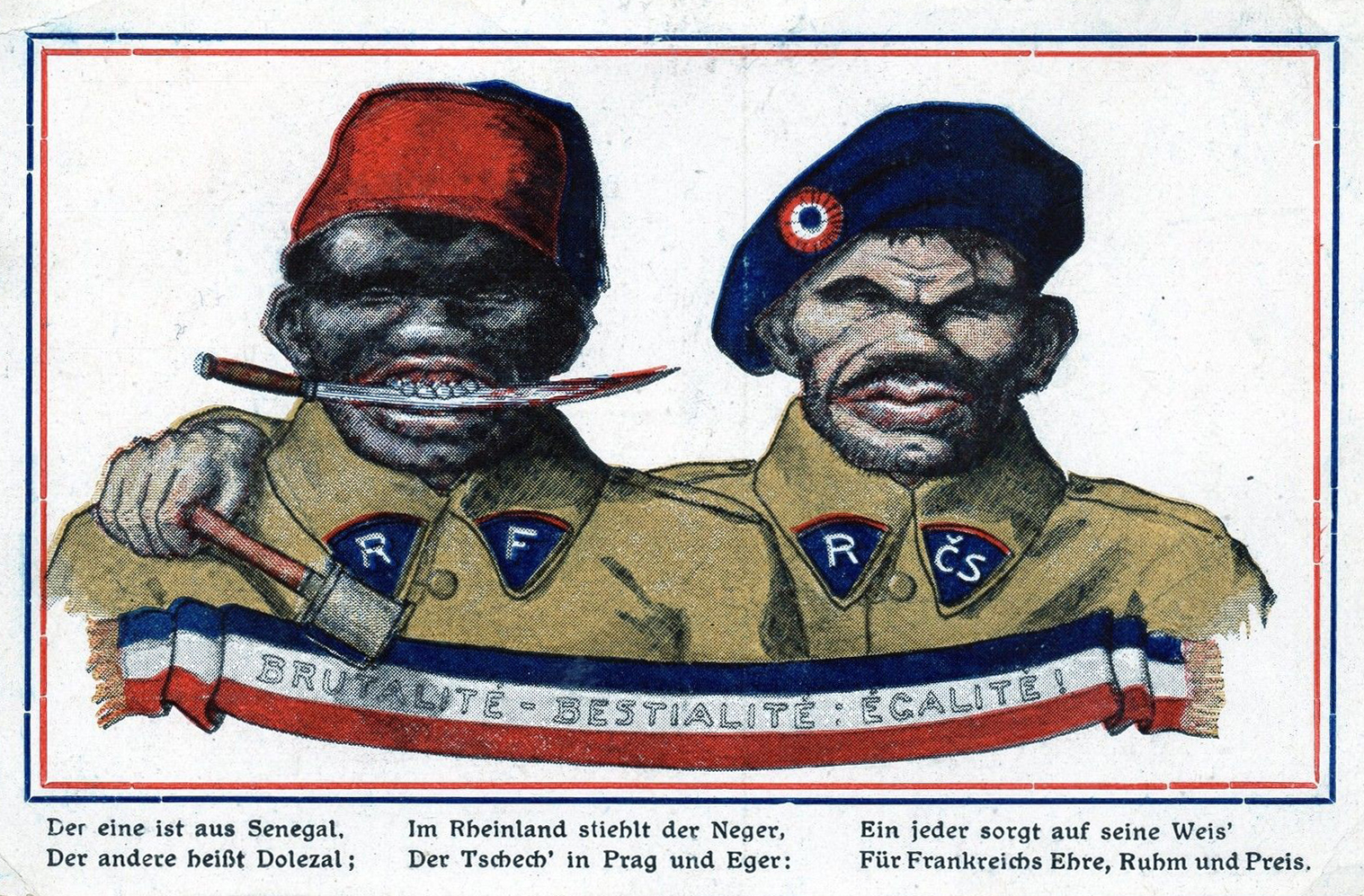
"Brutalidade, Bestialidade, Igualdade". Cartão-postal alemão enviado em janeiro de 1923, retratando um soldado senegalês do Exército Francês ao lado de um tcheco. O texto em versos diz: "Um é de Senegal · O nome do outro é Doležal · O preto rouba na Renânia · O tcheco em Praga e Eger · Cada um à sua maneira zela · Pela honra, glória e louvor da França".

O terror negro no Reno foi um pânico moral despertado especialmente na República de Weimar sobre alegações de crimes generalizados, principalmente sexuais, supostamente cometidos por senegaleses e outros soldados africanos que serviam o Exército Francês durante a Ocupação da Renânia, entre 1918 e 1930. Die Schwarze Schande ou Die Schwarze Schmach (traduzido do alemão: 'a vergonha negra' ou 'a desgraça negra') foram termos usados pela imprensa nacionalista alemã como propaganda contra esses supostos eventos. As tropas coloniais referidas eram formadas por soldados de Senegal, Indochina e Madagascar.
A maioria dos soldados coloniais africanos foram acusados de cometer violações e mutilação contra a população alemã através de propaganda governamental e jornais, apesar da falta de queixas na própria região. A campanha atingiu o seu auge entre 1920 e 1923, só parando em 1930. Mesmo assim, posteriormente, Adolf Hitler culpou os judeus por trazer os senegaleses à Renânia. Contudo, as estórias do terror negro eram farsas racistas e numerosas investigações levadas a cabo pelos militares e pela imprensa francesa e estadunidense concluíram que as alegações eram infundadas.
Junto a frases como "o flagelo negro" e "horror negro", esse termo foi usado por ativistas em diferentes países além da Alemanha, como Canadá, Reino Unido e EUA.
O termo "terror negro no Reno", cunhado por E. D. Morel, foi usado principalmente no mundo anglófono. Os filhos de ascendência mista eram conhecidos como "bastardos da Renânia".

## Antecedentes

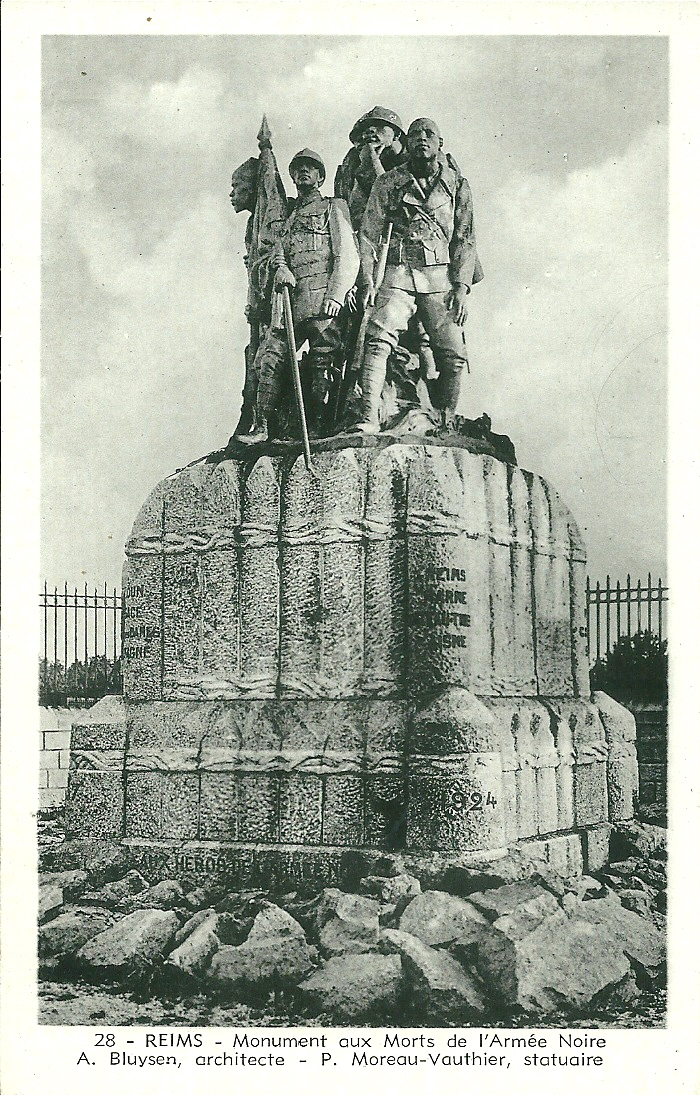
Monument aux héros de l'Armée noire ('Monumento aos Heróis do Exército Negro'), dedicado aos soldados senegaleses do Exército Francês que defenderam Reims com sucesso em julho de 1918.

Seguindo o motim de Kiel, em 3 de novembro de 1918, os revolucionários alemães visitaram inúmeras cidades da Alemanha anunciando a Revolução Alemã. O Exército Alemão já havia vivenciado uma série de motins, principalmente desde o fracasso da Ofensiva da Primavera, que foi interrompida em julho de 1918. Os soldados coloniais franceses desempenharam um papel significativo na defesa da cidade de Reims, que estava sitiada durante o ataque alemão. A Agência Wolff publicou em 5 de junho de 1918: "Não são os franceses que lutam em Reims. A França confiou a proteção da antiga cidade de coroação aos soldados pretos e pardos. É verdade que a defesa de Reims não custa uma gota de sangue francês, são os pretos que são sacrificados".
Na noite de 6 de novembro, duzentos revolucionários alemães chegaram à cidade de Colônia, onde se juntaram aos trabalhadores e soldados locais para estabelecer um Conselho de Trabalhadores e Soldados, nos moldes do soviéticos. Quando os relatos disso chegaram a Wilhelm Groener, o vice-chefe de gabinete do Exército Imperial Alemão, ele não mais apoiava o plano de Guilherme II para instigar uma guerra civil, mas sim juntou-se ao apelo de Friederich Ebert, líder do Partido Social-Democrata Majoritário da Alemanha (MSPD), para que o Cáiser abdicasse. O Cáiser abdicou em 9 de novembro e Ebert tornou-se chanceler da Alemanha no mesmo dia.
Assim, Renânia desempenhou um papel significativo na derrubada do Cáiser e na obrigação do Estado alemão de aceitar o armistício. Da mesma forma, os soldados africanos do Exército Francês desempenharam um papel significativo na derrota do Exército Imperial Alemão na Segunda Batalha do Marne. Esta batalha, que foi uma vitória decisiva para os Aliados, viu o Exército Francês usar um ataque massivo de tanques ao lado de suas Trupes Coloniales (traduzido do francês: 'tropas coloniais'). O marechal de campo Paulo von Hindenburg escreveu em suas memórias de 1920 Mein Leben (Minnha Vida): "Onde não havia tanques, nosso inimigo enviou ondas negras contra nós. Ondas de pretos africanos! Ai de nós quando essas ondas atingiram nossas linhas e massacraram ou pior, torturaram nossos homens indefesos!". Não obstante esta observação do Chefe de Estado-Maior Alemão, o altamente armado Exército Alemão usava gás venenoso em ataques às tropas coloniais francesas na batalha de Reims. A visão de Hindenburg sobre os senegaleses era típica das opiniões alemãs sobre os senegaleses, e muitos soldados alemães estavam relutantes em se render aos últimos, pois acreditavam que seriam comidos por eles, já que a propaganda racista retratava o povo de Senegal como canibais da "África mais sombria".
Ironicamente, a propaganda alemã que demonizava os soldados coloniais não brancos que serviam a Terceira República Francesa foi difundida simultaneamente com a do "O Culto dos Askari Leais". Nesta última campanha, os suboficiais africanos nativos e os alistados que lutaram no Schutztruppe sob o comando do general alemão Paul von Lettow-Vorbeck, durante a Campanha da África Oriental, foram considerados heroicos e retratados como ainda se sentindo leais à Alemanha. Isso permitiu que, tanto os partidos de direita quanto o governo da República de Weimar, despertassem apoio para exigir que as Potências Aliadas devolvessem o império colonial alemão.

## Uso francês das tropas coloniais
Após a derrota do Segundo Império Francês pelos prussianos na Guerra Franco-Prussiana em 1871, uma corrente de revanchismo se desenvolveu na França que buscava recuperar o território perdido de Alsácia-Lorena, que havia sido cedido ao recém-formado Império Alemão. Assim como alguns outros políticos, Georges Clemenceau, do Republicanos Radicais, opôs-se à participação na partilha da África porque, segundo ele, isso desviaria a República dos objetivos relacionados com a recuperação da Alsácia-Lorena. No entanto, os oficiais franceses ignoraram repetidamente as ordens, ao liderarem o Exército Francês em várias campanhas na África. Carlos Mangin, um oficial de carreira do Exército Francês com experiência de campanha na África, abordou essas estratégias imperialistas conflitantes em seu livro de 1910 La force noire (A Força Negra). Ele argumentou que, como a Alemanha tinha uma população maior e uma taxa de natalidade mais elevada do que a França no início do século XX, isso significava que o Exército Alemão seria sempre maior do que o Exército Francês. Ele propôs que os franceses recrutassem extensivamente de suas colônias africanas para fornecer uma fonte quase ilimitada de mão de obra que poderia contrariar a superioridade numérica da Alemanha. Assim a expansão do império colonial francês poderia ser visto como um complemento, em vez de competir, com o desejo de obrigar a Alemanha a devolver o território perdido.

### O dilema político da cidadania para os soldados coloniais franceses

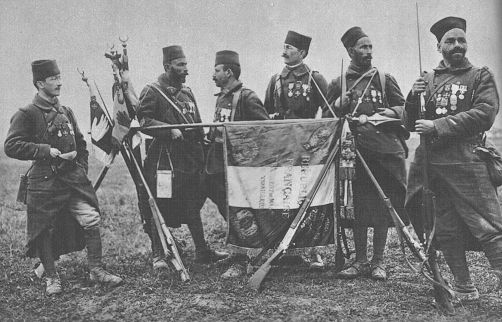
Soldados do 7.º Regimento de Infantaria da Argélia em 1917.

Um dos produtos do Revolução Francesa era um conceito de nação ligado à cidadania e ao serviço militar. O levée en masse ou "levante em massa" de recrutamento militar foi introduzido em 1793 durante o Guerras Revolucionárias Francesas. Isto deu origem à exigência de que, ao servir no exército francês, os súditos coloniais ganhassem plena cidadania francesa. No entanto, embora o serviço militar proporcionasse uma expressão muito clara de lealdade política ao Estado, a sociedade francesa desenvolveu a ideia do pessoal estatutário pelo qual os muçulmanos particularmente franceses teriam um status distinto, sendo governados por lei corânica administrada pelas autoridades religiosas locais. Como as normas do islã permitiam poligamia, isso criou o que foram considerados problemas intransponíveis por aqueles que defendiam um ponto de vista "assimilacionista". Muitos dos "assimilacionistas" viam a cultura e a civilização da França como algo muito superior ao que consideravam os costumes bárbaros dos seus súditos não europeus. Outra corrente política, os "associacionistas" defendiam algo nos moldes da regra indireta conforme praticado pelos britânicos. Eles viam os súditos colonizados como tendo que encontrar o seu próprio caminho para a civilização e dependiam das elites locais para gerir o sistema colonial no terreno. Ambos, no entanto, viam os povos sujeitos a dívida com seus conquistadores, que dominando-os ofereciam os benefícios supostamente profundos da cultura francesa. Assim, apesar da ideologia igualitária do Terceira República Francesa – que teoricamente excluiria qualquer distinção de cor – o desenvolvimento das colônias francesas criou uma realidade bem diferente.

### A eleição de Blaise Diagne

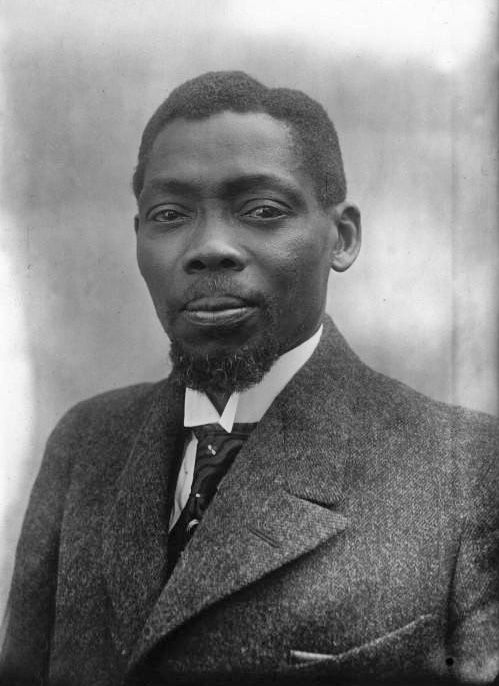
Blaise Diagne, senegalês defensor da cidadania francesa para soldados coloniais.

A eleição do político senegalês Blaise Diagne em fevereiro de 1914 para a Câmara dos Deputados da França proporcionou um defensor da exigência dos direitos à cidadania concedidos aos soldados coloniais da França. Diagne representou as Quatro Comunas, os quatro assentamentos coloniais mais antigos da África Ocidental Francesa, as quais foi concedido o direito de enviar deputados à Câmara dos Deputados, após o Revolução de 1848, como parte de uma política conhecida como "assimilação". A política estipulava que os súditos indígenas no império colonial da França receberiam os mesmos direitos detidos por cidadãos da França desde que eles fossem assimilados à cultura francesa e língua como parte da "missão civilizadora". Em teoria, esta política pretendia fornecer uma medida de igualdade racial no império colonial francês embora, na realidade, a segregação racial continuou a existir tanto na França metropolitana quanto nas colônias. Diagne foi um proeminente defensor da política de assimilação e ajudou a recrutar numerosos africanos para o serviço militar francês.
Embora a Alemanha também tenha recrutado soldados nas suas colônias africanas antes e durante a Primeira Guerra Mundial, o bloqueio dos Aliados impediu qualquer um askari de lutar na Europa pela Alemanha. Durante a guerra, a propaganda alemã atacou frequentemente os franceses por enviarem soldados africanos para lutar na Europa, alegando que os homens pretos eram inatamente selvagens e bárbaros e era inaceitável que os franceses usassem soldados senegaleses na Europa, uma vez que isto "colocava em perigo" a civilização europeia.
Nos termos do armistício que pôs fim aos combates na Frente Ocidental em 11 de novembro de 1918, os Aliados tinham o direito de ocupar a Renânia e, durante as negociações, os alemães exigiram especificamente que nenhuma tropa africana fosse incluída na força de ocupação francesa. Porém, como os termos do armistício foram ditados aos alemães, isso foi de pouca importância. Nos termos do Tratado de Versalhes, assinado em 28 de junho de 1919, os Aliados tinham o direito de ocupar a Renânia até 1935, embora as últimas tropas Aliadas tenham sido retiradas da Renânia em junho de 1930. A oposição alemã às tropas africanas permanentemente estacionadas na Europa foi partilhada por alguns no mundo anglófono e, ambos o presidente dos EUA Woodrow Wilson e o primeiro-ministro britânico David Lloyd George, pediram ao primeiro-ministro francês Georges Clemenceau que nenhum soldado africano fosse usado como tropa de ocupação na Renânia.

## Chegada das tropas não europeias
As primeiras tropas não europeias a chegar na Alemanha foram os soldados das Forças Expedicionárias Siamesas que chegaram em Neustadt, no Palatinado em dezembro de 1918. No entanto, a sua presença, que durou até julho de 1919, não causou grande perturbação. Preocupações foram levantadas sobre a subsequente chegada de tropas africanas na Renânia, primeiro um regimento de Madagascar e, depois, a primeira unidade senegalesa em maio de 1919. O general Mangin havia voltado seu foco para garantir que as unidades africanas estavam estacionados como parte da força de ocupação da Renânia. Os franceses enviaram soldados africanos para Renânia, em parte para garantir o não aumento de tropas negras na França, e em parte porque os alemães lhes pediram para não serem destacados. Mangin insistiu que, como os franceses eram os vencedores, eles não seriam ditados pelos vencidos. Para Diagne, era importante que os concidadãos senegaleses fossem destacados para a Renânia como forma de mostrar que eram iguais e gozavam do mesmo respeito que os cidadãos franceses brancos. Numa reunião com Clemenceau, Diagne insistiu que se a civilização francesa fosse verdadeiramente universal, então os senegaleses deveriam ser autorizados a marchar para Renânia ao lado do resto do Exército Francês e não serem excluídos simplesmente porque os alemães os consideravam ofensivos. O francófilo Diagne, que acreditava no ideal da "missão civilizadora" da França na África, desempenhou um papel fundamental no recrutamento de soldados em Senegal para lutar pela França e, portanto, teve mais influência do que a sua posição como mero deputado poderia sugerir. As tropas "de cor" na Renânia eram recrutas da Argélia, Marrocos, Tunísia, Senegal, Madagascar e Indochina Francesa. No seu auge, os soldados "de cor" representavam 14% da força de ocupação francesa na Renânia.

## Rheinische VolkspflegeeRheinische Frauenliga
Em 1.º de agosto de 1919, o grupo ultranacionalista Rheinische Volkspflege (traduzido do alemão: 'Protetores do Povo Renano') foi fundado com o objetivo de tentar virar a opinião pública contra o apoio francês ao separatismo renano e teve a ideia de usar supostos crimes cometidos por pretos servindo no exército francês como a melhor forma de fazê-lo. Intimamente aliado ao Rheinische Volkspflege era o grupo feminino Rheinische Frauenliga ('Liga das Mulheres do Reno'), que foi fundado no início de 1920. Os artigos publicados pelo Rheinische Frauenliga articulavam "visões fantásticas do imperialismo e do declínio cultural", já que os estupros em massa supostamente cometidos pelos senegaleses se tornaram uma metáfora para as relações franco-alemãs. O Rheinische Frauenliga tinha proximidade com E. D. Morel, um importante radicalista britânico e um defensor do ponto de vista de que o Tratado de Versalhes era demasiado duro para a Alemanha. Grande parte dos escritos de Morel sobre o assunto foi baseada em relatórios fornecidos a ele pelo Rheinische Frauenliga. Morel, um pacifista membro do Partido Trabalhista, acreditava que os homens pretos tinham uma sexualidade descontrolada que os fazia querer estuprar mulheres brancas com abandono e, ao longo de seus escritos sobre o assunto, ele acusou os senegaleses de estuprar mulheres alemãs em escala industrial, alegando que milhares e milhares de mulheres e meninas alemãs eram estupradas diariamente pelos senegaleses. O historiador afro-estadunidense Clarence Lusane acusou Morel de liderar "uma das campanhas políticas mais racistas a serem lançadas na primeira metade do século XX".

## Resposta aoKapp Putsch

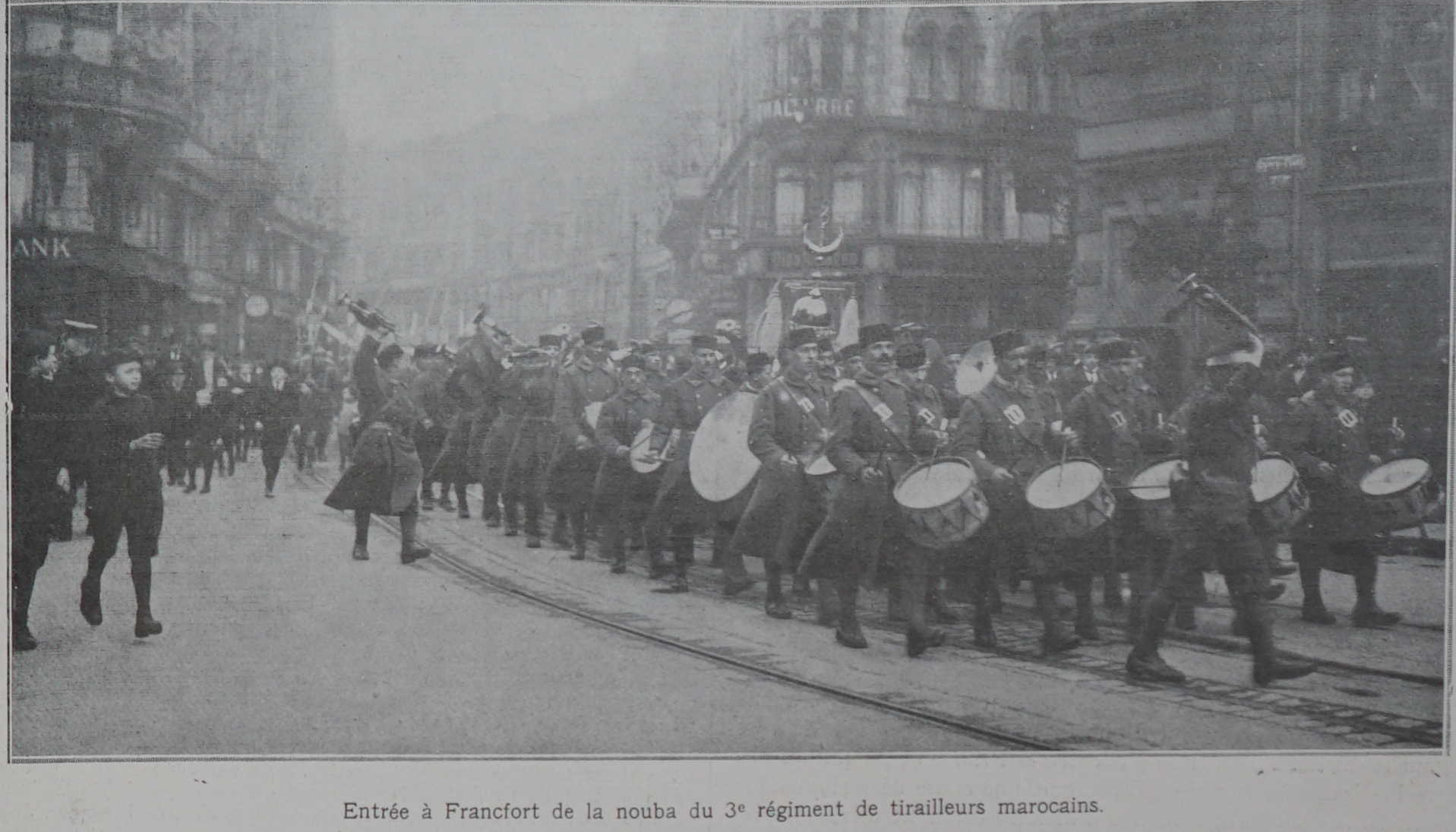
A banda do 3.º Regimento Marroquino de Infantaria do Exército Francês marchando para Frankfurt em 6 de abril de 1920.

Houve turbulência política na Alemanha quando se tratou de assinar o Tratado de Versalhes. Em junho de 1919, Philipp Scheidemann, o primeiro chanceler alemão democraticamente eleito, renunciou quando confrontado com o ultimato dos Aliados de que a assinatura deveria ser feita sem nenhuma das mudanças que o governo alemão havia solicitado. Ele foi sucedido como chanceler por Gustav Bauer. Os termos do tratado significavam que o grupo contrarrevolucionário Freikorps, o qual o Governo de Weimar tinha criado para esmagar o movimento revolucionário, enfrentou dissolução. Em vez de se submeter a isto, o general Walther von Lüttwitz reuniu oficiais importantes do Exército ao seu redor e lançou a tentativa de golpe de estado Kapp–Lüttwitz Putsch. O sucesso do Putsch abriria a possibilidade de recomeço da Primeira Guerra Mundial, fato que não passou despercebido marechal Ferdinand Foch.
Inicialmente, houve apenas algumas queixas do lado alemão sobre a presença dos senegaleses na Renânia e, só em abril de 1920, quando os franceses usaram soldados marroquinos para ocupar Frankfurt, que uma campanha histérica contra o uso francês de soldados "de cor" começou na Alemanha. A questão do envio de tropas "de cor" foi discutida pela primeira vez no Reichstag em janeiro de 1920. Ray Beveridge, uma mulher germano-estadunidense que vivia na Alemanha, fez uma série de discursos em Hamburgo e Munique entre fevereiro e março de 1920 alertando para os "perigos da miscigenação à pureza da raça alemã" causada pela presença dos senegaleses na Renânia. Em 27 de março de 1920, E. D. Morel escreveu uma carta ao editor do The Nation sobre os franceses que "empurram bárbaros—bárbaros pertencentes a uma raça inspirada na natureza com tremendos instintos sexuais para o coração da Europa".
No início de abril de 1920, a Alemanha violou os termos do Tratado de Versalhes enviando o Reichswehr à zona desmilitarizada da Renânia, o que levou os franceses a ocupar Frankfurt em 6 de abril de 1920 como represália, dizendo que não deixariam a capital empresarial da Alemanha até o Reichswehr deixar a zona desmilitarizada. Uma das unidades do Exército Francês envolvidas na ocupação de Frankfurt foi uma empresa marroquina que disparou contra uma multidão de manifestantes. Na primeira página do jornal trabalhista britânico Daily Herald de 9 de abril de 1920, havia uma reportagem de capa sobre a ocupação de Frankfurt por Morel, cujo título dizia: "Frankfurt Fica Vermelha de Sangue. As Tropas Negras Francesas Usam Metralhadoras Contra Civis". No dia seguinte, outro artigo de primeira página de Morel tinha o título: "Flagelo Negro na Europa. Terror Sexual Solto pela França no Reno. Desaparecimento de Jovens Meninas Alemãs". Morel escreveu que a França estava "empurrando os seus selvagens pretos para o coração da Alemanha", dizendo que os "selvagens africanos primitivos, os portadores da sífilis, tornaram-se um horror e um terror". Como Morel era um homem cujas "credenciais" de esquerda eram incontestáveis, pois tinha sido preso por se opor ao envolvimento britânico na Primeira Guerra Mundial, seus artigos atraíram muita atenção tanto na Grã-Bretanha como no estrangeiro. Como muitos outros britânicos de esquerda, Morel opôs-se veementemente ao Tratado de Versalhes, o qual denunciou como um tratado injusto e atribuiu a uma França revanchista.
Em seu livro de 1919, The Black Man's Burden (O Fardo do Homem Negro), Morel havia denunciado o sistema de mandato do Tratado de Versalhes para as ex-colônias alemãs na África, escrevendo que pretos não sobreviveriam à "exploração capitalista moderna". Morel escreveu que "os militaristas franceses, cujos esquemas são uma ameaça para o mundo inteiro" usariam "pretos, malgaxes, berberes e árabes ... no interesse de uma Ordem capitalista e militante". Especificamente, Morel acreditava que os franceses usariam suas tropas africanas para reprimir as investidas das classes trabalhadoras brancas na Europa e o tema dos soldados senegaleses do Exército Francês como uma força brutal defensora do capitalismo era recorrente nos artigos de Morel no Daily Herald em 1919 e 1920. Dadas as opiniões de Morel sobre os senegaleses e sua oposição ao Tratado de Versalhes, por sua parte havia uma predisposição na crença de qualquer estória de terror que pudesse sair da Renânia.

## Ápice da campanha
O Ministério das Relações Exteriores da Alemanha (AA) viu uma oportunidade de virar a opinião internacional contra a França sobre esta questão e, em abril de 1920, iniciou uma campanha de propaganda sustentada contra o uso francês de tropas "de cor". O AA emitiu "pontos de discussão" para os jornais alemães, que durante toda a primavera de 1920 publicaram matérias de primeira página acusando os senegaleses de todos os tipos de atrocidades contra civis alemães. As estórias sobre Die Schwarze Schand ('a vergonha negra') apareceram com frequência na imprensa alemã na primavera de 1920, executando o que o historiador estadunidense Keith Nelson chamou de estórias histéricas com frequência surpreendente. O chanceler alemão membro do MSPD, Hermann Müller, num discurso reclamou que "os pretos senegaleses ocupam a Universidade de Frankfurt e guardam a Casa de Goethe!". O ministro das Relações Exteriores, Dr. Adolf Köster, numa nota aos governos Aliados escreveu: "se sofrermos com a ocupação, aceitaremos a disciplina inferior ... entre as suas tropas brancas se ao menos você nos livrar desta peste negra!".

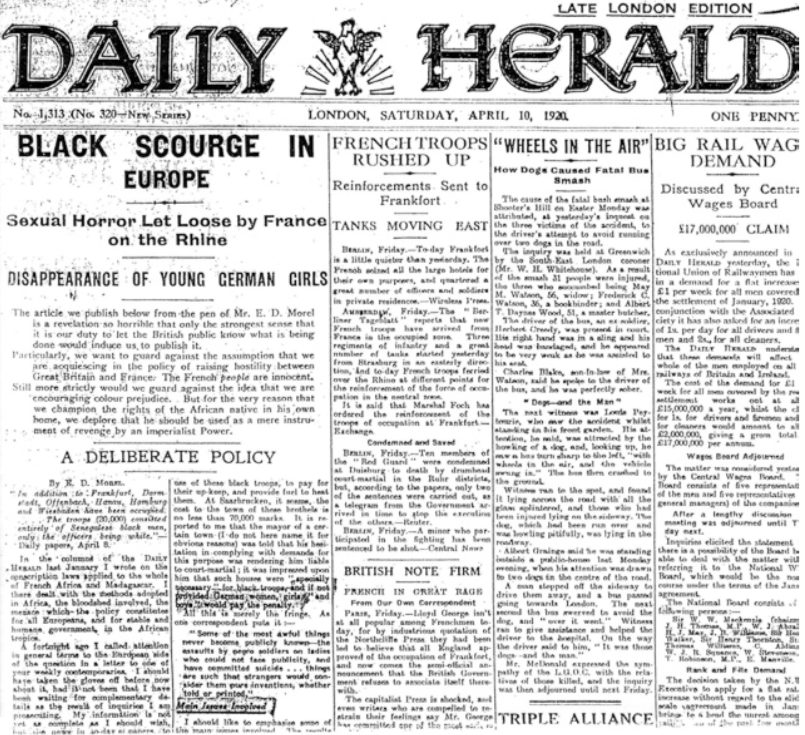
Artigo de E. D. Morel no Daily Herald de 10 de abril de 1920 intitulado "Flagelo Negro na Europa".

Em 10 de abril, Morel publicou no Daily Herald sua "acusação dos ultrajes de cor" na Renânia, a qual atraiu muita atenção. Morel descreveu os soldados senegaleses durante a Primeira Guerra Mundial como "bárbaros africanos primitivos... [que] encheram suas mochilas com globos oculares, orelhas e cabeças do inimigo". Morel passou a escrever sobre "a bestialidade pouco restringível das tropas negras" e descreveu os senegaleses na Renânia como envolvidos num reinado de terror contra civis alemães, violando e matando sem piedade. Num apelo às suas leitoras, Morel perguntou: "não existe nenhuma obrigação imposta à feminilidade como tal, numa questão deste tipo que vai à raiz de qualquer instinto decente que a guerra possa ter deixado vivo entre os povos brancos da Terra?". Morel escreveu que os "selvagens pretos" tinham impulsos sexuais descontrolados que "deviam ser saciados com os corpos de mulheres brancas!". Apesar de afirmar não odiar pretos, Morel escreveu:
Lá eles [os soldados africanos] tornaram-se um terror e um horror inimaginável para o campo, estuprando meninas e mulheres—por razões fisiológicas bem conhecidas, o estupro de uma mulher branca por um preto é quase sempre acompanhado de ferimentos graves e não raramente tem resultados fatais; espalhar sífilis, assassinar civis inofensivos, muitas vezes ficando completamente fora de controle; a terrível encarnação bárbara de uma política bárbara, incorporado num chamado tratado de paz que retrocede 2000 anos.
Em uma carta (editorial), o editor do Daily Herald George Lansbury, aprovou o artigo de Morel e pediu que a França retirasse todas as tropas africanas da Renânia de uma vez só. Em 12 de abril de 1920, Lansbury escreveu novamente sobre o assunto, dizendo que se os franceses não enviassem os senegaleses de volta à África imediatamente, "nós devemos acostumar os selvagens a furar greves, e coagir, trabalhadores de todos os países europeus". No mesmo dia, as manchetes do Daily Herald diziam: "Brutos em Uniformes Franceses. Perigo para Mulheres Alemãs Vindo de 30.000 Pretos. Bordéis Não São Suficientes". O Comitê Central da Guilda Cooperativa das Mulheres, num comunicado, expressou o seu "horror e indignação" pelo uso de tropas senegalesas na Renânia, pediu ao governo britânico que pressionasse o governo francês a enviar todas as tropas africanas de volta para África e apelou por um acordo internacional para proibir "o uso de quaisquer tropas nativas africanas por qualquer potência europeia". Em 27 de abril de 1920, foi realizada uma reunião de protesto em massa em Londres, organizada conjuntamente por todos os principais grupos feministas britânicos, nomeadamente a Liga Internacional das Mulheres pela Paz e Liberdade, a Federação Nacional das Mulheres Trabalhadoras, a Federação das Mulheres Professoras, a Guilda Cooperativa Feminina, a Associação das Mulheres Atendentes e Secretárias e o Grupo das Mulheres Fabianas para condenar a França pelos alegados crimes de guerra cometidos pelos senegaleses. Na reunião, Morel clamou: "que no interesse do bom sentimento entre todas as raças do mundo e da segurança de todas as mulheres, esta reunião apela à Liga das Nações para proibir a importação à Europa para fins bélicos de tropas pertencentes a povos primitivos".
Claude McKay, um escritor e sindicalista industrial jamaicano que havia chegado a Londres vários meses antes, escreveu uma carta ao Daily Herald, que não foi publicada, questionando:
Por que essa explosão maníaca obscena sobre a vitalidade sexual dos homens pretos em um jornal proletário? Estupro é estupro; a cor da pele não a torna diferente. Pretos não são mais excessivamente sexuados do que caucasianos; as crianças mulatas nas Índias Ocidentais e na América não foram o resultado da partenogênese. Se as tropas negras tinham sífilis, contraíam-na das raças branca e amarela. Quanto às mulheres alemãs, na sua situação econômica vendiam-se a qualquer pessoa. Não protesto porque sou preto ... escrevo porque sinto que o resultado final da sua propaganda será mais conflitos e derramamento de sangue entre os brancos e os muitos membros da minha raça ... que foram despejados nas docas inglesas desde o fim da guerra europeia ... Os Bourbons dos Estados Unidos agradecerão e o submundo proletário de Londres certamente se regozijará com o furo do socialista cristão pacifista Daily Herald.
Outra carta ao editor do Daily Herald que foi publicada em 17 de abril de 1920 veio do africanista britânico Norman Leys, que criticou Morel por "seus chamados fatos fisiológicos", que são "uma das grandes fontes de ódio racial e nunca devem receber investimento".
O artigo de Morel recebeu muita atenção e 50.000 mulheres suecas assinaram uma petição que foi apresentada na Embaixada da França em Estocolmo pedindo aos franceses que retirassem seus soldados senegaleses "selvagens" da Renânia. Em um artigo no jornal socialista britânico Labour Leader em 22 de abril de 1920, Morel escreveu que os soldados africanos eram o "instrumento passivamente obediente da sociedade capitalista" e uma ameaça às classes trabalhadoras das nações da Europa. Refletindo a sua oposição ao Tratado de Versalhes, Morel atribuiu o "terror negro" aos franceses que cometeram deliberadamente a "suprema indignação" de enviar "dezenas de milhares de homens selvagens" para Renânia. Morel previu que o "terror negro" causaria outra guerra mundial, escrevendo que o menino alemão médio estava pensando: "Rapazes, esses homens estupraram suas mães e irmãs" (ênfase no original). O membro do Partido Trabalhista e ex-oficial general Christopher Thomson publicou um artigo no Daily Herald no qual afirmava que, com base no seu tempo de serviço na África, ele sabia das "propensões sexuais" dos africanos "que, por falta da sua própria raça, devem ter relações sexuais com mulheres europeias". Thomson denunciou a França por treinar "selvagens" que estavam "sendo ensinados a desprezar as raças europeias". Em 14 de abril de 1920, um deputado do Partido Trabalhista, Josiah Wedgwood, afirmou na Câmara dos Comuns que o seu partido "não considerava as tropas senegalesas adequadas para guarnecer as cidades alemãs" e pediu ao governo que pressionasse a França para retirar os senegaleses. Na primavera e no verão de 1920, os deputados do Partido Trabalhista levantaram repetidamente a questão do "terror negro" na Renânia e exigiram que o governo fizesse algo para forçar os franceses a retirar seus soldados africanos. Em setembro de 1920, em uma reunião do Congresso Sindical (TUC), cópias gratuitas do panfleto The Horror on the Rhine (O Terror no Reno) de Morel foram entregues aos delegados para que aprendessem sobre as "injustiças" de Versalhes e os "horrores" enfrentados pela classe trabalhadora da Renânia.
Em 30 de abril de 1920, o jornal trabalhista canadense, British Columbia Federationist publicou a reportagem de capa "O Flagelo Negro Está Devastando a Europa Agora". O artigo começava avisando que a estória seguinte "era uma revelação tão horrível que só a sensação mais forte de que é nosso dever informar o público sobre o que está sendo feito nos induziria a publicá-la". Em 10 de maio de 1920, o primeiro-ministro da Suécia, Hjalmar Branting, declarou num discurso a sua crença na veracidade das afirmações de Morel, dizendo que, como homem branco, estava indignado com o fato dos franceses enviarem tropas senegalesas à Renânia. Em agosto de 1920, Morel usou pela primeira vez a frase "o terror negro no Reno" em um de seus panfletos para descrever as supostas atrocidades.

## Investigações das alegações
Nos EUA, tantas cartas de cidadãos indignados haviam sido recebidas que, em junho de 1920, o presidente Wilson pediu ao secretário de Estado Bainbridge Colby que o embaixador estadunidense em Paris, Hugh Campbell Wallace, investigasse as estórias. O general Henry T. Allen, comandante da força de ocupação estadunidense em Coblença, juntamente com o diplomata E. L. Dresel, realizou uma investigação e informou, em 25 de junho de 1920, que quase todas as estórias sobre o "terror negro no Reno" eram infundadas. Dresel escreveu que quase todas as estórias sobre atrocidades eram falsas e o general Allen elogiou a "boa disciplina" dos senegaleses. Ambos os homens concluíram que as estórias eram inventadas para influenciar a opinião pública dos EUA. Depois do Verão Vermelho de 1919, que viu violência racial generalizada, especialmente motins raciais que causaram centenas de mortes, a maioria delas de afro-estadunidenses, a opinião pública branca nacional era muito sensível a estórias sobre pretos "arrogantes" saindo do controle e estava inclinada a simpatizar com aqueles que se achavam ameaçados. Contudo, o governo dos EUA não optou por tornar públicos os relatórios de Dresel e Allen na época.
O repórter do The Nation Lewis Gannett, que foi à Renânia investigar as alegações, considerou-as na sua maioria falsas. Gannett descobriu que houve casos de estupro de mulheres e meninas alemãs pelos senegaleses mas o número total era muito menor do que o alegado por Morel; que as tropas francesas brancas também haviam estuprado mulheres alemãs, um assunto que não interessava muito a Morel; e que em casos de estupro "os franceses infligiram punições severas a todos os soldados culpados por transgredir a população civil". Num estudo feito pelo jornalista britânico James Ellis Barker, publicado na edição de julho de 1921 do jornal estadunidense Current History, descobriu-se que entre 1918 e 1921 houve um total de 72 alegações dignas de crédito de conduta criminosa feitas contra as "tropas de cor" na Renânia, das quais apenas 9 diziam a respeito de alegações de violação. O estudo de Barker também listou 96 alegações de conduta criminosa que foram consideradas "duvidosas" e 59 que foram consideradas "injustificadas". O jornalista alemão Maximilian Harden alegou que o sexo entre soldados "de cor" do exército francês e mulheres alemãs na Renânia era em sua maioria consensual, escrevendo: "As mulheres alemãs eram as principais responsáveis pela mistura de sangue de cor e branco que ocorreu no Reno".
O historiador alemão Christian Koller, num estudo exaustivo das queixas apresentadas pelos renanos contra as forças de ocupação francesas "de cor", constatou que a maior parte das queixas tinham natureza mesquinha, como, por exemplo, jogos de futebol sem autorização em parques. A maioria das queixas sobre violência por parte de soldados "de cor" em Worms envolviam marroquinos, geralmente brigas nas ruas, e Koller descobriu que as queixas sobre violência sexual por parte dos senegaleses eram raras, com o prefeito de Worms na verdade querendo que os senegaleses "bem disciplinados" permanecessem em vez de serem substituídos por marroquinos mais combativos. Em Wiesbaden, as relações entre os renanos e as forças de ocupação francesas eram mais tensas, com referências a brigas, danos materiais e "quatro casos de morte causados pelas tropas de cor" (menos do que aqueles de que as tropas francesas brancas foram acusadas). Koller também observou a natureza vaga das alegações de "terror negro" e que, quando se tratava dos detalhes, muitas das alegações de violação por parte dos senegaleses tinham uma "mesmice" não só dos relatos, mas também nas palavras e frases usadas, o que levou Koller a concluir que os relatos eram muito provavelmente fabricados. No geral, Koller descobriu que havia casos isolados de violação por soldados "de cor", porém não havia nada que apoiasse a alegação de um reinado de terror na Renânia por parte das forças "de cor". O historiador alemão Raffael Scheck escreveu que a maioria dos jornais alemães fora da Renânia publicaram as histórias do "terror negro", mas tudo indica que a relação entre as tropas "de cor" e os renanos era "em sua maioria amigável, às vezes amigável até demais para os críticos" devido certas mulheres renanas terem dado à luz filhos com características africanas, berberes, árabes ou asiáticas, que eram depreciadas pelo termo "bastardos da Renânia".
No verão de 1920, Morel visitou a Renânia para investigar o assunto sozinho e, em agosto de 1920, publicou seu panfleto The Horror on the Rhine (O Terror no Reno). Dentro de um mês, todas as 5.000 cópias do panfleto esgotaram e em abril de 1921 já havia 8 edições. A terceira edição foi endossada pelo ex-chanceler alemão Maximiliano de Baden, pelo político socialista francês Jean Longuet, por quatro membros socialistas do Parlamento da Itália e pelo ex-oficial general britânico Christopher Thomson. Em The Horror on the Rhine, Morel escreveu sobre homens pretos tendo uma sexualidade descontrolada e feroz que os fazia querer estuprar mulheres brancas. Morel escreveu: "Em um ou dois, às vezes em festas, homens grandes, mordomos dos climas mais quentes, armados com espadas-baionetas ou facas, às vezes com revólveres, vivendo vidas não naturais de contenção, suas paixões ferozes quentes dentro deles, vagam pelo campo". O filósofo afro-estadunidense Alain LeRoy Locke visitou a Renânia a fim de esquadrinhar as alegações de Morel e as considerou praticamente infundadas. Locke também entrevistou os soldados do Exército Francês, que elogiou como uma força multirracial quando a cor da pele não importava, e afirmou que o moral dos senegaleses estava se sustentando bem.

## Recepção internacional
As afirmações feitas pelo governo alemão influenciaram a opinião pública estadunidense. Dudley Field Malone, o líder do Partido Agrário–Trabalhista, escreveu ao presidente Wilson que: "pessoas atenciosas na América e em todo o mundo estão horrorizadas com as mulheres e meninas alemãs vitimadas por tropas africanas meio-selvagens". O escritor francês Romain Rolland emitiu um comunicado aprovando os artigos de Morel e declarou: "A incrível cegueira dos estadistas que sem se aperceberem estão a entregar a Europa aos continentes preto e amarelo, que estão armados com as próprias mãos, é em si o instrumento inconsciente do destino". O professor de Harvard Lothrop Stoddard, um eugenista declarado e supremacista branco, acabara de publicar seu livro best-seller The Rising Tide of Color Against White World-Supremacy (A Crescente Maré de Cor Contra a Supremacia Branca Mundial), alertando para uma "ameaça preto-asiática" contra o que chamou de "supremacia branca mundial". Ao ler The Horror on the Rhine, Stoddard prontamente emitiu sua aprovação, alertando para a "extrema fecundidade" dos pretos e que "o sangue preto, uma vez entrando em um estoque humano, parece nunca mais parar de se reproduzir".
Em outubro de 1920, ocorreu um debate numa conferência de clérigos protestantes na Conferência Ecumênica Mundial em Genebra, quando um pastor luterano alemão pediu à conferência que condenasse o "terror negro". O reverendo afro-estadunidense John R. Hawkins, representando a Igreja Metodista Episcopal Africana de Washington, D.C., disse em resposta: "Foi muito lamentável ... Ele deveria aproveitar a ocasião para trazer neste lugar, por sentimentos elevados e sublimes, o lodo e o veneno do monstro, o preconceito de cor ... Crimes cometidos por soldados bêbados com sentimento de ressentimento e paixões de batalhas sangrentas seguiram-se em todas as guerras; não há razão para fazer esta distinção invejosa e considerar as tropas de cor culpadas de tais atrocidades... Os filhos escuros de Cam, sejam da África ou da América, vieram à Europa entre os mais corajosos dos bravos e os mais nobres dos nobres, e não ficarei em silêncio enquanto seu histórico for atacado".
O The Christian Science Monitor (CSM), num editorial de 28 de outubro de 1920, escreveu: "A França foi ainda mais longe do que um olho por olho e superou a Alemanha em pior, de uma forma tão terrível que é impossível entrar em detalhes". Duas semanas depois, o CSM retirou o editorial após receber uma carta do cônsul francês em Coblença que mostrava que o número total de senegaleses na Renânia era de 5.000, não os 50.000 alegados pelo CSM. Houve um total de treze casos relatados de violação de alemãs por senegaleses, não os milhares alegados pelo CSM. Em todos os treze casos, os violadores foram condenados à morte, tendo o cônsul observado claramente que o Exército Francês não tolerava violadores. O Ministério das Relações Exteriores da Alemanha (AA), vendo que as estórias sobre o "terror negro no Reno" foram eficazes para ganhar simpatia internacional pelo Reich, exponenciou sua propaganda com panfletos detalhando os supostos crimes de guerra dos senegaleses sendo publicados em inglês, neerlandês, francês, italiano, espanhol e português. O AA atribuiu tanta importância à promoção das tais estórias que as embaixadas alemãs em Lima e Santiago foram obrigadas a divulgar Die Schwarze Schand com prioridade. Nelson descreveu alguns dos panfletos distribuídos como escritos por "vigaristas" e beirando o pornográfico na sua representação de belas moças alemãs sendo violadas por africanos brutais, apresentando uma longa lista de violações atribuídas a ordens dos oficiais franceses aos senegaleses. Em 1921, foi produzido em Munique um filme sobre o "terror negro no Reno" que foi exibido em toda a Alemanha e nos Países Baixos. Em junho de 1921, Beveridge fez um discurso no Sagebiel Hall, em Hamburgo, com a presença de cerca de 50.000 pessoas, durante o qual acusou os senegaleses de estuprar milhares de alemãs desde que chegaram à Renânia.
Grande parte da fúria que as tropas "de cor" geraram na Alemanha deveu-se à forma como inverteram a hierarquia racial comum, com homens pretos, pardos e asiáticos detendo o poder sobre os alemães brancos. Um tema recorrente das queixas alemãs contra os senegaleses era que a Alemanha tinha sido "colonizada" pelos africanos. O escritor alemão Alfred von Wrochem, em seu livro best-seller The Colonization of the Rhineland by France (A Colonização da Renânia pela França), atacou os franceses por minarem a crença no mundo supremacista branco usando tropas senegalesas. Durante a Primeira Guerra Mundial, a presença de africanos lutando no Exército Francês fez, na palavra da historiadora britânica Barbara Bush, "o sexo interracial entre mulheres brancas e homens pretos de todas as classes uma obsessão dos homens brancos". O estacionamento de tropas senegalesas na Renânia incitou esses receios. O embaixador britânico na Alemanha, Lorde D’Abernon escreveu: "A guerra aumentou o respeito do alemão e sua antipatia pelos ingleses, mas não fez nada para diminuir a sua crença na sua própria robustez superior em comparação com os franceses. Isso continuará subconsciente e subcutaneamente, aconteça o que acontecer - embora a França possua um exército avassalador e os alemães não tenham meios organizados de resistência". Um tema de grande parte da propaganda do "terror negro" foi o de um enorme desprezo pelos franceses que tiveram que usar tropas "de cor" para travar suas guerras. Um dos principais propagandistas do "terror negro", August Ritter von Eberlein, escreveu: "Sem suas tropas de cor, a França não está em posição na situação do tempo presente para manter seu militarismo e imperialismo".
O medo da sexualidade dos homens pretos foi especialmente sentido pelo feminismo branco ao longo da década de 1920, com publicações feministas nos EUA e no Reino Unido tendo apresentado as estórias do "terror negro no Reno" como verdadeiras. Uma exceção interessante foi quando o jornal canadense British Columbia Federationist publicou um artigo em outubro de 1920 intitulado "A França Cria o Inferno a Oeste do Reno", acusando os soldados senegaleses de cometerem "numerosos ultrajes contra mulheres e meninas". O historiador canadense Peter Campbell observou que o "aspecto fascinante" era que não havia cartas ao editor do British Columbia Federationist expressando aprovação ou desaprovação; o que ele observou ser estranho, dada a forma como o artigo apelava aos preconceitos da forma mais básica, sugerindo que os leitores, em grande parte proletários brancos, descordava da mensagem racista do jornal. Na França, o socialista Charles Gide escreveu na edição de 16 de março de 1921 do jornal Foi et Vie que Morel afirmava querer proteger os africanos, mas: "O tipo de proteção do Sr. Morel lembra um pouco os preceitos da Sociedade pela Proteção dos Animais: ‘Seja bom com os animais’".
Ainda durante as campanhas do "terror negro", o grupo Notbund, fundado em Munique em setembro de 1921 e liderado por Heinrich Distler, ficou conhecido por suas hipérboles entusiásticas e afirmações falsas. O grupo distribuía panfletos que afirmavam que os senegaleses violavam cem mulheres por dia na Renânia e que os malgaxes tinham causado epidemias de tuberculose, disenteria, sífilis, malária, brucelose, lepra e vermes parasitas na Renânia. Apelando à ignorância médica de seus leitores, o Notbund ainda sustentou a mentira de que era possível contrair lepra apenas estando na presença de um homem preto, sem sequer tocá-lo. O autor e historiador britânico Norman Angell, em seu livro de 1921 The Fruits of Victory (Os Frutos da Vitória) escreveu que o pior aspecto do Tratado de Versalhes foi o estacionamento dos senegaleses na Renânia. Angell acusou os franceses de colocarem "canibais das florestas africanas" nas cidades universitárias "cultivadas" da Renânia.

## Resposta francesa
Em resposta às estórias do "terror negro no Reno", o governo francês publicou panfletos para refutar as calúnias, enquanto vários jornais franceses em editoriais acusavam os alemães de se envolverem em racismo. Em 1921, o governo francês publicou um panfleto, La campagne contre les trupes noires ('A Campanha Contra as Tropas Negras'), defendendo os senegaleses e apontando imprecisões nos artigos dos discursos de Morel e Beveridge, por exemplo, afirmando que 50.000 senegaleses não estavam estacionados na Renânia, com o número total de soldados "de cor" na Renânia totalizando 25.000, dos quais 4.000 eram senegaleses. O panfleto também citava jornais alemães como Sozialistische Republik, Der Christliche Pilger e Deutsche Pazifistische Monatsschrift, afirmando que todos publicaram histórias testemunhando o bom comportamento das tropas "de cor". Em Paris, o Comité d'Assistance aux Troupes Noires ('Comitê de Assistência às Tropas Negras') foi fundado para defender a reputação dos senegaleses. Os médicos do Exército Francês publicaram estatísticas mostrando que não havia uma taxa anormalmente elevada de sífilis entre os senegaleses e a afirmação alemã de que os africanos tinham trazido a doença do sono à Renânia não poderia ser verdadeira, uma vez que nenhum dos senegaleses estacionados na Renânia tinha a doença do sono. Cartas de amor entre mulheres alemãs e os seus namorados senegaleses foram publicadas em jornais franceses numa tentativa de mostrar que os senegaleses não eram brutos estúpidos que pretendiam violar mulheres brancas, como afirma o governo alemão. A historiadora estadunidense Julia Roos escreveu que o debate sobre as estórias do "terror negro" ultrapassava linhas ideológicas; por exemplo, na França, foram principalmente os grupos de esquerda que consideraram que o Tratado de Versalhes era demasiado duro para a Alemanha, sendo mais receptivos à promoção das estórias do "terror negro", enquanto foram os conservadores que acreditaram na justiça de Versalhes e que defenderam os senegaleses contra as reivindicações de "terror negro".

## Recepção nos Estados Unidos
No entanto, os esforços franceses foram em vão. Na noite de 28 de fevereiro de 1921, foi realizada uma manifestação de protesto com a participação de 12.000 pessoas no Madison Square Garden, em Nova Iorque, onde a França foi condenada pelo "terror negro no Reno". Um representante partidário republicano, Frederico A. Britten, emitiu uma resolução condenando a França pelo "terror negro no Reno" e chamou os senegaleses de "semicivilizados, inúteis e muitas vezes brutais difamadores de mulheres". A feminista estadunidense Harriet Connor Brown numa carta ao Departamento de Estado escrita no início de 1921, acusou os soldados senegaleses de violação, tentativa de violação, "crimes imorais contra rapazes" e de forçar as autoridades alemãs na Renânia a abrir bordéis em seu benefício. A Liga Internacional das Mulheres pela Paz e Liberdade emitiu uma declaração condenando o "terror negro no Reno" que foi assinado por todas as 25 membras brancas do seu comitê central, e a única que se recusou a assinar foi a única afro-estadunidense do comitê central, Maria Terrell, considerando a que a declaração era um "apelo direto ao preconceito racial".
O senador partidário republicano francófilo Henry Cabot Lodge recebeu cópias vazadas dos relatórios de Allen e Dresel, que ele leu no plenário do Senado "como ato de justiça e cortesia para com uma nação amiga [França]". Revistas subscritas ao liberalismo estadunidense como The Nation e The New Republic publicaram vários artigos desmascarando as alegações do "terror negro no Reno", mostrando que houve relativamente poucos casos de violação por parte dos soldados senegaleses. O The New York Times num artigo de 25 de junho de 1921 escreveu sobre "uma terrível falta de horrores no Reno". Em 1921, muitos prefeitos da Renânia reclamavam em cartas ao governo do Reich em Berlim que a propaganda do "terror negro" tinha sido demasiada bem sucedida, acusando que a imagem da Renânia invadida por soldados senegaleses que saqueavam, violavam e matavam impunemente, tinha destruído o comércio turístico. Por esta razão, os prefeitos renanos pediram ao governo do Reich que interrompesse a propaganda do "terror negro".

## Ressurgimento
Quando Raymond Poincaré, um conservador francês conhecido pelas suas opiniões em defesa do Tratado de Versalhes, tornou-se o primeiro-ministro da França em 1922, houve um ressurgimento das estórias do "terror negro na Renânia" tanto na Alemanha como no estrangeiro. Em Washington, o senador partidário democrata Gilbert Hitchcock num discurso no plenário do Senado, pediu à administração do presidente Warren G. Harding que "sugerisse à França a substituição das tropas pretas por brancas no Reno". Quando o ex-primeiro-ministro francês Georges Clemenceau visitou os EUA em novembro de 1922, o senador Hitchcock confrontou Clemenceau sobre os supostos "ultrajes negros" na Renânia. Num discurso, o senador Hitchcock declarou sobre os senegaleses: "Eles são homens de raça inferior e meio civilizada. Eles são brutos quando estacionados entre brancos, como mostram as evidências". Otto Wiefeldt, o embaixador alemão em Washington, pediu que os seus superiores lhe fornecessem "informações atuais, de preferência com detalhes sensacionalistas", ao notar que as histórias sobre o "terror negro no Reno" estavam a conquistar a opinião pública estadunidense e levar para uma posição pró-alemã.
No entanto, a ocupação francesa do Ruhr em 11 de janeiro de 1923 levou o Ministério das Relações Exteriores da Alemanha a perder o interesse pelo "terror negro no Reno". Poincaré deliberadamente usou apenas tropas brancas na ocupação do Ruhr para evitar mais estórias de "terror negro", considerando a alegação de que um regimento senegalês havia sido estacionado em Essen que era amplamente acreditada na Alemanha e no exterior. Para a maioria dos alemães, a ocupação francesa do Ruhr foi um "crime hediondo contra a paz" suficiente para que não houvesse necessidade de estórias de "terror negro". Ao mesmo tempo, as últimas tropas de ocupação estadunidenses haviam sido retiradas da Renânia em janeiro de 1923, o que significava que cortejar a opinião pública estadunidense era menos importante. Num discurso proferido em Darmstadt em 13 de fevereiro de 1923, o presidente partidário social-democrata alemão Friedrich Ebert disse: "o uso de tropas da cultura mais baixa sobre a população da mais alta importância espiritual e econômica na Renânia é uma violação desafiadora das leis da civilização europeia").

## Preocupação contínua
Depois de 1921, o governo do Reich começou a minimizar a propaganda do "terror negro", que arruinou o turismo na Renânia, causando muito ressentimento numa região predominantemente católica que queria romper com a Prússia, de maioria protestante. Além disso, muitos da direita völkisch deram uma grande importância ao fato de que havia relações sexuais consensuais entre as mulheres na Renânia, a maioria de classe baixa, e os soldados "de cor" do Exército Francês, atacando essas mulheres por trazerem os chamados "bastardos da Renânaia" ao mundo e ameaçando a "pureza racial" alemã. Do ponto de vista dos renanos, a obsessão pelas relações entre as mulheres alemãs e os soldados franceses não brancos destacava um aspecto da ocupação francesa que não era vantajoso para eles, e muitos dos grupos como o Rheinische Frauenliga, que a princípio promoveram as estórias, passaram a minimizá-las à medida que a década de 1920 avançava. Finalmente o governo do Reich viu sua propaganda voltar-se contra si. Como a Alemanha foi mais ou menos desarmada pelo Tratado de Versalhes, não foi possível para o Reich entrar em guerra com a França, e os grupos völkisch contrários à República de Weimar usaram as estórias do "terror negro" como forma de atacar a República de Weimar como um Estado "emasculado" incapaz de enfrentar a França; tais ataques ressoaram especialmente entre os homens de direita. O fim da crise do Ruhr em setembro de 1923, juntamente com o Plano Dawes em 1924, levou a uma melhoria nas relações franco-alemãs e Berlim passou a ter menos interesse nas estórias do "terror negro". Em janeiro de 1925, os franceses retiraram-se do norte da Renânia e nessa altura quase não havia tropas "de cor" junto ao Reno. Apesar disso, a feminista canadiana Rosa Henderson num artigo de 1925 no The British Columbia Federationist escreveu "o poder da França assenta numa base preta", que chamou de "um dos fatos mais ameaçadores e sinistros da história", condenando os franceses por treinarem os senegaleses "para subjugar e escravizar os brancos".
No entanto, o "terror negro no Reno" contribuiu muito para moldar as opiniões alemãs tanto dos franceses como dos africanos. Em Mein Kampf, Adolf Hitler escreveu: "7.000.000 de pessoas definham sob o domínio alienígena e a principal artéria do povo alemão flui através do playground das hordas pretas africanas ... Foram e são os judeus que trazem o negro à Renânia, sempre com o mesmo pensamento oculto e com o claro objetivo de destruir pela bastardização da raça branca que odeiam". Num discurso de 1928, Hitler discursou contra a "desgermanização, negrificação e judaização do nosso povo". Em seu livro de 1930 The Myth of the 20th Century, Alfred Rosenberg denunciou a França por "contribuir para a desumanização da Europa através dos pretos, tal como tinha feito ao introduzir a emancipação judaica há 140 anos". A história do "terror negro no Reno" teve destaque na propaganda nazista antifrancesa e em todo o Terceiro Reich, com uma imagem recorrente em cartazes mostrando soldados do Exército Francês como africanos estereotipados molestando mulheres arianas loiras. Em 29 de maio de 1940, em parte dos preparativos para uma ofensiva marcada para 5 de junho, o ministro da Propaganda Joseph Goebbels ordenou uma grande campanha na mídia para trazer de volta memórias do "terror negro no Reno" como uma razão para odiar a França, dizendo numa conferência que queria que os jornalistas publicassem estórias do que tinha sido "uma desgraça cultural e racial ... trazer negros para a Renânia" e lembrar ao povo alemão que os franceses mais uma vez tinham soldados "de cor" lutando pela república. Durante a ofensiva de junho de 1940 ao longo do rio Somme e durante a perseguição ao centro da França, a Wehrmacht matou milhares de senegaleses feitos prisioneiros para vingar o "terror negro no Reno".